# Tara Vaughan
Tara Vaughan (n. 2003, Wellington, Noua Zeelandă) este o canoistă, medaliată olimpică. A participat la o ediție a Jocurilor Olimpice (2024) în care a câștigat o medalie de argint.

## Participări
Lista de mai jos prezintă principalele competiții la care a participat Tara Vaughan de-a lungul carierei.
- Jocurile Olimpice de vară din 2024[1]